# 하데스
하데스(그리스어: ᾍδης, 영어: Hades)는 그리스 신화에 나오는 죽음과 지하세계를 관장하는 남신이다. 로마 신화의 플루토, 디스 파테르, 오르쿠스 등에 대응된다. 크로노스와 레아 사이에 태어났으며, 신들의 왕 제우스, 해왕 포세이돈 등과는 형제지간이다. 올림포스의 12신의 첫 번째 세대에 속한다.

## 신화

### 탄생
하데스의 아버지인 크로노스는 어느 날 불길한 예언을 들었다. 아버지 우라노스처럼 크로노스 자신도 아들에 의해 쫓겨난다는 것이었다. 이 운명을 피하기 위해 크로노스는 아내인 레아에게서 자식들이 태어나는 족족 삼켜버렸다. 그 중에는 명계의 왕 하데스도 포함되어 있었다.

### 티탄족과의 싸움
자식을 잃을 때마다 고통스러웠던 레아는 한 명이라도 구하고자 막내이자 신들의 왕인 제우스를 출산할 때 돌덩이(그 돌덩이를 옴파로스라고 한다.)를 강보에 싸서 남편에게 건넸다. 그리고 진짜 제우스는 아말테이아에게 맡겼다. 그렇게 제우스는 남매 중 유일하게 살아남았다.
제우스는 나중에 장성해서 크로노스에게 반기를 들었다. 그는 아버지가 삼킨 형제들과 누이들을 되찾고자 메티스로부터 구토제를 구해 어머니 레아에게 건네주었다. 레아에게서 받은 구토제를 마신 크로노스는 예전에 삼킨 모든 자식과 돌을 토해냈다. 헤스티아, 데메테르, 헤라, 하데스, 포세이돈이 그들이었다. 구출된 그들은 제우스와 힘을 합쳐 크로노스를 포함한 티탄 신들과 전쟁을 벌였다. 가이아와 우라노스의 자식들인 외눈박이 거인 키클롭스와 백수 거인 헤카톤케이레스 형제의 도움까지 받은 올림포스 신들은 마침내 승리를 거머쥐어 티탄 신들을 대지의 가장 깊은 곳인 타르타로스에 봉인하였다.

### 케르베로스
티폰과 에키드나의 자식으로, 키마이라, 오르토스, 레르나의 독사 히드라와 형제지간인 케르베로스는 명계의 수문장이다. 3개의 머리와 뱀의 꼬리를 갖고 있으며 각각의 머리에서 화염, 냉기, 암흑, 맹독을 뿜어낸다고 한다.
신화의 종류에 따라서 케르베로스에 대한 서술은 서로 다르게 나타난다. 어떤 신화에서는 꼬리가 뱀이고 머리는 50개라고 전하기도 한다.

### 카론
스틱스의 뱃사공이다.

## 대중문화
- RPG 게임 타이탄 퀘스트의 확장팩 타이탄 퀘스트: 불멸의 왕좌의 최종보스로 등장한다. 참고로 본작 타이탄 퀘스트의 최종보스는 티폰.
- 게임 갓 오브 워3의 보스로 등장한다, 명계를 탈출하려는 크레이토스를 죽이려다 되려 자신의 무기를 뺏기고 혼을 뺏겨서 죽는다.

## 같이 보기
- https://www.quora.com/How-powerful-is-Hades-the-god-of-death
- https://www.theoi.com/Khthonios/HaidesGod.html ( 하데스가 등장하거나 언급되는 출처 )
- https://www.theoi.com/Kosmos/Haides.htm ( 그의 왕국 1부 )
- https://www.theoi.com/Kosmos/Haides2.html ( 그의 왕국 2부)
- https://www.theoi.com/Text/ClaudianProserpine.html ( 제목의 정확한 번역은 '프로세르피나의 겁탈'입니다.)
- https://www.theoi.com/Text/LucianDialoguesDead1.html
- https://www.theoi.com/Text/LucianDialoguesDead2.html
- https://www.theoi.com/Text/StatiusThebaid8.html
- https://www.perseus.tufts.edu/hopper/text?doc=Perseus%3Atext%3A1999.01.0172%3Atext%3DCrat.%3Apage%3D403 (하데스에 대한 소크라테스의 의견)
- 에레쉬키갈
- 최후의 심판
- 오시리스
- 시바
- 명왕성
- 바루나
- 헤시오도스
- 호메로스
- 호메로스 찬가
- 핀다로스
- 에우리피데스
- 비블리오테케
- 오비디우스
- 파우사니아스 (지리학자)
- 스트라본
- 가이우스 율리우스 히기누스
- 안토니노스 리베랄리스
- 스타티우스
- 루키아노스
- https://www.quora.com/Just-how-powerful-is-Hades-Where-would-you-rank-him-if-he-were-included-within-the-Olympians